# Adelsmöte
Adelsmöte är ett beslutande möte inom adeln i Sverige som hålls vart tredje år i Riddarhuspalatset. Adelsmötet är Sveriges ridderskap och adels (Riddarhusets) högsta beslutsfattande organ.
En representant från varje adelsätt har rätt att delta i mötet. Ättens huvudman har företrädesrätt att representera ätten. Mötet behandlar motioner och budget samt väljer personer till olika former av uppdrag och organ. Endast män har tidigare varit valbara och försök att ändra den ordningen så att även kvinnor ska kunna vara valbara har tidigare röstats ner.
Vid Adelsmötet 2013 valdes för första gången en friherrinna och civilekonom samt en friherrinna och jurist in som ledamöter i Riddarhusutskottet tillsammans med 14 adelsmän. Riddarhusutskottet är i funktion enbart under mötet för att förbereda ärendena för beslut. 